# Kärntner Traditionsverbände
Die Kärntner Traditionsverbände sind verschiedene politische Organisationen, die nach 1920 bzw. nach dem Zweiten Weltkrieg rund um die Thematik des Kärntner Abwehrkampfes, der Volksabstimmung vom 10. Oktober 1920 und dem politischen Konflikt mit den Kärntner Slowenen entstanden sind.
Zu ihnen zählen:
- der Kameradschaftsbund Kärnten
- der Kärntner Abwehrkämpferbund (gegründet 1955)[1][2]
- der Kärntner Heimatdienst. Er wurde ursprünglich 1920 gegründet und ging 1924 im „Kärntner Heimatbund“ als Teil der Propagandaorganisationen der im Aufbau befindlichen NSDAP auf. Nach dem Zweiten Weltkrieg wurde er als Nachfolgeorganisation des „Bunds heimattreuer Südkärntner“ (BHS) 1957 neu gegründet.
- die Kärntner Landsmannschaft
- die Ulrichsberggemeinschaft.

Den Traditionsverbänden wird starker Einfluss auf die Kärntner Politik nachgesagt, z. B. bei der Ortstafelfrage. Ihre Basisfinanzierung erfolgt aus dem Kulturbudget des Landes Kärnten, wie im Jahr 2002 im Kärntner Landtag mit Stimmen von SPÖ, ÖVP und FPÖ beschlossen wurde.
Außerhalb Kärntens haben sich ab dem Ende des 19. Jahrhunderts in Österreich-Ungarn, aber auch in den USA Kärntner Vereine gebildet, um die Interessen der Kärntnerinnen und Kärntner zu vertreten. Die älteste davon ist die 1890 gegründete Kärntner Landsmannschaft für Wien und Niederösterreich. Die Kärntner Vereine (Landsmannschaften) in den Bundesländern treffen sich einmal jährlich zur Tagung ihrer Obleute zum Gedankenaustausch und zusätzlich, jeweils in einer anderen Region in Kärnten, zu einer Arbeitstagung mit Funktionären aus der jeweiligen Region.